# A Gordinha
A Gordinha foi uma telenovela brasileira produzida e exibida pela TV Tupi entre 18 de maio e 22 de setembro de 1970, em 106 capítulos, substituindo João Juca Jr. e sendo substituída por Toninho on the Rocks.
Inicialmente era exibida às 18:30, porém depois foi transferida para as 20:00
Foi escrita por Sérgio Jockymann e dirigida por Antônio Abujamra e Henrique Martins.
Dos 106 capítulos, apenas 5 foram preservados, estando sob a guarda da Cinemateca Brasileira.

## Sinopse
Mônica vem do interior para São Paulo, é uma jovem simpática que tenta conseguir um emprego como secretária, mas acaba em uma vaga como balconista em um departamento de empacotamentos.
A pobre moça é perseguida por PT, o dono da loja, Balbino o chefe dos departamento de vendas e por Miranda. Mônica fica apaixonada por Thiago, o chefe do departamento de compras, os dois se casam no final. 
Ela mora na pensão da Dona Lola, com Mariazinha sua melhor amiga, Mônica come compulsivamente toda vez que se preocupa com os problemas da loja, por isso a chamam afetuosamente de a gordinha.

## Elenco
- Nicette Bruno - Mônica Becker
- Henrique Martins - Tiago
- Fernando Torres - Paulo Torres (P.T.)
- Selma Egrei - Daniela
- Analu Graci - Mariazinha
- Jaime Barcellos - Balbino
- Otávio Graça Mello - Zeno
- Eleonor Bruno - Dona Lola
- Paulo César Pereio - Tomás
- Alceu Nunes - Miranda
- Beatriz Segall - Clementina
- Eudósia Acuña - Rita
- Ruy Rezende - Ezequiel
- Clenira Michel - Ana Lúcia (Analu)
- Lutero Luiz - Pedro
- Fausto Rocha - Diogo
- Regina Braga - Joana
- Luísa de Franco - Laila
- Pedro Cassador - Benedito
- Benedito Silva - Frank
- Celeste Irene
- Míriam Mayo